# Bataille de Domokos
Guerre gréco-turque (1897)
La bataille de Domokos est livrée le 17 mai 1897 pendant la guerre gréco-turque de 1897. Lors des opérations de Thessalie, elle oppose les troupes ottomanes sous les ordres du général Edhem Pacha aux forces grecques commandées par le prince Constantin. Ces dernières sont battues et contraintes de battre en retraite. Une brigade de volontaires italiens sous les ordres de Ricciotti Garibaldi participe à cette bataille, dans les rangs de l'armée grecque, couvrant le repli de cette dernière, après la défaite.

## Sources
- (en) Peter Young et Michael Calvert, A dictionary of battles,  1816-1976, New York, Mayflower Books, 1978, 606 p. (ISBN 978-0-831-72260-9)